# One Way (film, 2022)
Pour les articles homonymes, voir One Way (homonymie).
Pour plus de détails, voir Fiche technique et Distribution.
One Way est un film américain réalisé par Andrew Baird et sorti en 2022.

## Synopsis
Freddy vole le baron du crime pour lequel il travaille. Il s'enfuit, blessé, avec un sac plein d'argent. Il monte dans un bus et rencontrent deux inconnus.

## Fiche technique
- Titre : One Way
- Réalisation : Andrew Baird
- Scénario : Ben Conway
- Musique : Raffertie
- Photographie : Tobia Sempi
- Montage : John Walters
- Production : Martin Brennan, Nathan Klingher, Tim Palmer, Jib Polhemus, Ryan Donnell Smith et Ryan Winterstern
- Société de production : 23ten, Baird Films, Bay Point Media, Highland Film Group, Ignition Film Productions, Short Porch Pictures, Source Management + Production et Thomasville Pictures
- Société de distribution : Saban Films (États-Unis)
- Pays de production :  États-Unis
- Genre : action, thriller
- Durée : 95 minutes
- Dates de sortie : 
  - États-Unis : 2 septembre 2022

## Distribution
- Machine Gun Kelly : Freddy Sullivan / Alfredo
- Kevin Bacon (VF : Philippe Vincent) : Fred Sullivan Sr.
- Travis Fimmel (VF : Alexis Victor) : Will
- Drea de Matteo : Vic
- Storm Reid : Rachel
- Rhys Coiro : Coco
- Meagan Holder : Christine
- Luis Da Silva Jr. : JJ
- Thomas Francis Murphy : Patrick, le chauffeur de bus
- K.D. O'Hair : Helen
- Danny Bohnen : Oleg
- Scotty Bohnen : Caleb

 Source et légende : version française (VF) sur RS Doublage

## Accueil
Le film a reçu un accueil mitigé de la critique. Il obtient un score moyen de 46 % sur Metacritic.